# Memoriał Jana Ciszewskiego 1994
Memoriał im. Jana Ciszewskiego 1994 – 11. edycja turnieju żużlowego poświęconego pamięci znanego polskiego komentatora sportowego Jana Ciszewskiego, który odbył się 16 października 1994 roku. Turniej wygrał Adam Łabędzki.

## Wyniki
- Stadion OSiR Skałka (Świętochłowice), 16 października 1994
- Sędzia: Jerzy Najwer

| Msc. | Zawodnik              | Klub           | Pkt  |             |  |
| ---- | --------------------- | -------------- | ---- | ----------- |  |
| 1    | Adam Łabędzki         | Leszno         | 13+5 | (3,2,2,3,3) |  |
| 2    | Michaił Starostin     | Rosja          | 13+3 | (3,3,1,3,3) |  |
| 3    | Adam Pawliczek        | Rybnik         | 13+2 | (2,2,3,3,3) |  |
| 4    | Andrzej Huszcza       | Zielona Góra   | 11+0 | (3,2,3,3,u) |  |
| 5    | Andreas Boessner      | Austria        | 11   | (2,3,3,2,1) |  |
| 6    | Antoni Bielica        | Świętochłowice | 8    | (2,0,3,1,2) |  |
| 7    | Jan Krzystyniak       | Piła           | 7    | (1,3,d,d,3) |  |
| 8    | Robert Przygódzki     | Opole          | 6    | (1,1,2,2,0) |  |
| 9    | Dariusz Fliegert      | Rybnik         | 6    | (1,1,2,w,2) |  |
| 10   | Krzysztof Fliegert    | Rybnik         | 5    | (2,3,0,0,0) |  |
| 11   | Krzysztof Bas         | Świętochłowice | 5    | (3,0,1,0,1) |  |
| 12   | Zbigniew Lech         | Wrocław        | 5    | (0,0,1,2,2) |  |
| 13   | Walter Nebel          | Austria        | 4    | (0,2,2,0,0) |  |
| 14   | Henryk Piekarski      | Wrocław        | 4    | (0,1,0,1,2) |  |
| 15   | Leszek Matysiak       | Świętochłowice | 4    | (d,1,t,2,1) |  |
| 16   | Vlastimil Červenka    | Czechy         | 4    | (1,0,1,1,1) |  |
|      | rez. Jaroslav Gavenda | Czechy         |      | (d)         |  |
|      | rez. Piotr Ułamek     | Częstochowa    |      | (ns)        |  |
|      | rez. Rafał Chiński    | Świętochłowice |      | (ns)        |  |